# Hockey sur glace aux Jeux olympiques d'hiver de 2014 - Qualifications femmes
Cette page présente la phase de qualification pour le tournoi féminin de hockey sur glace pour les Jeux olympiques de 2014.

## Tour préliminaire de qualification

### Groupe G
Le Groupe G se déroule à Barcelone en Espagne du 12 au 14 octobre 2012. Les rencontres ont lieu au Palau de Gel.
Tous les horaires sont locaux (UTC+2).
| 12 octobre 2012 | Hongrie | 3-4 (2-1, 0-3, 1-0) | Danemark | Palau de Gel |

| Feuille de match | Feuille de match | Feuille de match | Feuille de match | Feuille de match |
| ---------------- | ---------------- | ---------------- | ---------------- | ---------------- |
|                  |                  |                  |                  |                  |
|                  |                  |                  |                  |                  |
|                  |                  |                  |                  |                  |
|                  |                  |                  |                  |                  |

| 12 octobre 2012 | Croatie | 1-2 (1-2, 0-0, 0-0) | Espagne | Palau de Gel |

| Feuille de match | Feuille de match | Feuille de match | Feuille de match | Feuille de match |
| ---------------- | ---------------- | ---------------- | ---------------- | ---------------- |
|                  |                  |                  |                  |                  |
|                  |                  |                  |                  |                  |
|                  |                  |                  |                  |                  |
|                  |                  |                  |                  |                  |

| 13 octobre 2012 | Croatie | 1-8 (0-0, 0-6, 1-2) | Hongrie | Palau de Gel |

| Feuille de match | Feuille de match | Feuille de match | Feuille de match | Feuille de match |
| ---------------- | ---------------- | ---------------- | ---------------- | ---------------- |
|                  |                  |                  |                  |                  |
|                  |                  |                  |                  |                  |
|                  |                  |                  |                  |                  |
|                  |                  |                  |                  |                  |

| 12 octobre 2012 | Danemark | 6-0 (2-0, 3-0, 1-0) | Espagne | Palau de Gel |

| Feuille de match | Feuille de match | Feuille de match | Feuille de match | Feuille de match |
| ---------------- | ---------------- | ---------------- | ---------------- | ---------------- |
|                  |                  |                  |                  |                  |
|                  |                  |                  |                  |                  |
|                  |                  |                  |                  |                  |
|                  |                  |                  |                  |                  |

| 13 octobre 2012 | Danemark | 20-1 (6-0, 5-0, 9-1) | Croatie | Palau de Gel |

| Feuille de match | Feuille de match | Feuille de match | Feuille de match | Feuille de match |
| ---------------- | ---------------- | ---------------- | ---------------- | ---------------- |
|                  |                  |                  |                  |                  |
|                  |                  |                  |                  |                  |
|                  |                  |                  |                  |                  |
|                  |                  |                  |                  |                  |

| 12 octobre 2012 | Espagne | 1-7 (0-2, 0-0, 1-5) | Hongrie | Palau de Gel |

| Feuille de match | Feuille de match | Feuille de match | Feuille de match | Feuille de match |
| ---------------- | ---------------- | ---------------- | ---------------- | ---------------- |
|                  |                  |                  |                  |                  |
|                  |                  |                  |                  |                  |
|                  |                  |                  |                  |                  |
|                  |                  |                  |                  |                  |

| Clt   | Équipe   | PJ | V | VP | D | DP | BP | BC | Diff | Pts |
| ----- | -------- | -- | - | -- | - | -- | -- | -- | ---- | --- |
| +001, | Danemark | 3  | 3 | 0  | 0 | 0  | 30 | 4  | +26  | 9   |
| +002, | Hongrie  | 3  | 2 | 0  | 1 | 0  | 18 | 6  | +12  | 6   |
| +003, | Espagne  | 3  | 1 | 0  | 2 | 0  | 3  | 14 | -11  | 3   |
| +004, | Croatie  | 3  | 0 | 0  | 3 | 0  | 3  | 30 | -27  | 0   |

- Qualifié pour le tour de préqualication olympique

- Meilleur pointeur : Josefine Persson (Danemark), 10 points (3 buts et 7 aides)[8]

### Groupe H
Le Groupe H se déroule à Jastrzębie Zdrój en Pologne du 27 au 30 septembre 2012. Les rencontres ont lieu au Jastor Arena. Vainqueurs de toutes leurs parties, les Pays-Bas se qualifient pour le tour suivant.
Tous les horaires sont locaux (UTC+2).
| 27 septembre 2012 | Pays-Bas | 5-2 (1-0, 1-1, 3-1) | Corée du Sud | Jastor Arena 100 spectateurs |

| Feuille de match                                   | Feuille de match | Feuille de match            | Feuille de match                                                                                  | Feuille de match                     |
| -------------------------------------------------- | --- | --------------------------- | ------------------------------------------------------------------------------------------------- | ------------------------------------ |
|                                                    | J. de Graaf — 18 min 4 s J. Schipper (M. de Jong, S. Wielenga) (SN)— 38 min 6 s J. Zwarthoed (S. Wielenga, M, Martens) (SN) — 51 min 37 s C. Keijzer (H. Huisman, G. Barton) — 53 min 16 s S. Wielenga (M. de Jong) (Cage vide) — 58 min 52 s | 1-0 1-1 2-1 3-1 4-1 4-2 5-2 | 21 min 19 s — Han S.J. (Park J., Park Y.E.) (SN) 54 min 33 s — Han S.J. (Park J., Yong H.Y.) (SN) | Arbitrage : Ramona Weiss (Allemagne) |
| Claudia van Leeuwen Nadia Zijlstra (à 51 min 37 s) | Gardiens | Shin So-Jung                |                                                                                                   | Arbitrage : Ramona Weiss (Allemagne) |
| 18 min                                             | Pénalités | 30 min                      |                                                                                                   | Arbitrage : Ramona Weiss (Allemagne) |
| 40                                                 | Tirs | 12                          |                                                                                                   | Arbitrage : Ramona Weiss (Allemagne) |

| 27 septembre 2012 | Pologne | 4-3 (TB) (1-0, 0-1, 2-2, 0-0, 1-0) | Slovénie | Jastor Arena 300 spectateurs |

| Feuille de match | Feuille de match | Feuille de match            | Feuille de match | Feuille de match                     |
| ---------------- | --- | --------------------------- | --- | ------------------------------------ |
|                  | K. Późniewska — 18 min 28 s K. Późniewska — 45 min 20 s M. Czaplik (K. Późniewska) (SN) — 47 min 28 s K. Późniewska — 65 min | 1-0 1-1 2-1 3-1 3-2 3-3 4-3 | 39 min 4 s — P. Pren (L. Deisinger) 50 min 54 s — T. Lahajnar (P. Pren, N. Vakarčič) (SN) 59 min 3 s — N. Vakarčič (P. Pren, M.Manfreda) | Arbitrage : Arina Oustinova (Russie) |
| Agata Kosińska   | Gardiens | Hedvika Korbar              | | Arbitrage : Arina Oustinova (Russie) |
| 14 min           | Pénalités | 4 min                       | | Arbitrage : Arina Oustinova (Russie) |
| 39               | Tirs | 25                          | | Arbitrage : Arina Oustinova (Russie) |

| 28 septembre 2012 | Slovénie | 2-0 (1-0, 0-0, 1-0) | Corée du Sud | Jastor Arena 50 spectateurs |

| Feuille de match | Feuille de match                                                               | Feuille de match | Feuille de match | Feuille de match                      |
| ---------------- | ------------------------------------------------------------------------------ | ---------------- | ---------------- | ------------------------------------- |
|                  | P. Pren (L. Deisinger, T. Lahajnar) (SN) — 11 min 32 s A. Pršina — 56 min 31 s | 1-0              |                  | Arbitrage : Leah O'Brien (États-Unis) |
| Hedvika Korbar   | Gardiens                                                                       | Shin So-Jung     |                  | Arbitrage : Leah O'Brien (États-Unis) |
| 8 min            | Pénalités                                                                      | 14 min           |                  | Arbitrage : Leah O'Brien (États-Unis) |
| 18               | Tirs                                                                           | 42               |                  | Arbitrage : Leah O'Brien (États-Unis) |

| 28 septembre 2012 | Pays-Bas | 5-4 (pr) (1-1, 0-1, 3-2, 1-0) | Pologne | Jastor Arena 300 spectateurs |

| Feuille de match    | Feuille de match | Feuille de match                    | Feuille de match | Feuille de match                     |
| ------------------- | --- | ----------------------------------- | --- | ------------------------------------ |
|                     | S. Wielenga (J. Zwarthoed, M.Martens) — 19 min 51 s M.de Jong (J. Zwarthoed, J. de Graaf) — 45 min 43 s S. Wielenga (J. Zwarthoed, M.Martens) — 47 min 8 s J. Schipper (S. Wielenga, M. de Jong) — 59 min 57 s J. Zwarthoed (J. de Graaf, M. de Jong) (SN) — 61 min 44 s | 0-1 1-1 1-2 1-3 2-3 3-3 3-4 4-4 5-4 | 6 min 49 s — S. Kosakowska (K. Frąckowiak, K.Mizera) 26 min 33 s — S. Kosakowska (K. Frąckowiak, S. Bielas) 40 min 43 s — K. Późniewska (K. Chrapek, I. Malinowska) (SN2) 57 min 40 s — M. Bigos (S. Kosakowska, S. Bielas) | Arbitrage : Ramona Weiss (Allemagne) |
| Claudia van Leeuwen | Gardiens | Małgorzata Burda                    | | Arbitrage : Ramona Weiss (Allemagne) |
| 12 min              | Pénalités | 6 min                               | | Arbitrage : Ramona Weiss (Allemagne) |
| 35                  | Tirs | 33                                  | | Arbitrage : Ramona Weiss (Allemagne) |

| 30 septembre 2012 | Slovénie | 0-4 (0-1, 0-1, 0-2) | Pays-Bas | Jastor Arena 100 spectateurs |

| Feuille de match | Feuille de match | Feuille de match                                   | Feuille de match | Feuille de match                     |
| ---------------- | ---------------- | -------------------------------------------------- | --- | ------------------------------------ |
|                  |                  | 0-1 0-2 0-3 0-4                                    | 4 min 54 s — S. Wielenga 28 min 28 s — J. Zwarthoed (M. de Jong) 45 min 14 s — M. de Jong (J. Zwarthoed) 52 min 21 s — M. de Jong (SN) | Arbitrage : Arina Oustinova (Russie) |
| Hedvika Korbar   | Gardiens         | Claudia van Leeuwen Nadia Zijlstra (à 52 min 21 s) | | Arbitrage : Arina Oustinova (Russie) |
| 8 min            | Pénalités        | 16 min                                             | | Arbitrage : Arina Oustinova (Russie) |
| 14               | Tirs             | 36                                                 | | Arbitrage : Arina Oustinova (Russie) |

| 30 septembre 2012 | Corée du Sud | 2-3 (0-1, 0-0, 2-2) | Pologne | Jastor Arena 300 spectateurs |

| Feuille de match | Feuille de match                                                                | Feuille de match    | Feuille de match                                                                                   | Feuille de match                      |
| ---------------- | ------------------------------------------------------------------------------- | ------------------- | -------------------------------------------------------------------------------------------------- | ------------------------------------- |
|                  | Jo S.S. (Han J.Y.) — 50 min 59 s Park J. (Ko C.R., Han S.J.) (SN) — 57 min 59 s | 0-1 1-1 1-2 2-2 2-3 | 8 min 46 s — M. Szynal (P. Kulas, E. Czarnecka) 55 min 57 s — I. Malinowska 59 min 20 s — M. Bigos | Arbitrage : Leah O'Brien (États-Unis) |
| Shin So-Jung     | Gardiens                                                                        | Agata Kosińska      | | Arbitrage : Leah O'Brien (États-Unis) |
| 8 min            | Pénalités                                                                       | 12 min              | | Arbitrage : Leah O'Brien (États-Unis) |
| 17               | Tirs                                                                            | 30                  | | Arbitrage : Leah O'Brien (États-Unis) |

| Clt   | Équipe       | PJ | V | VP | D | DP | BP | BC | Diff | Pts |
| ----- | ------------ | -- | - | -- | - | -- | -- | -- | ---- | --- |
| +001, | Pays-Bas     | 3  | 2 | 1  | 0 | 0  | 14 | 6  | +8   | 8   |
| +002, | Pologne      | 3  | 1 | 1  | 0 | 1  | 11 | 10 | +1   | 6   |
| +003, | Slovénie     | 3  | 1 | 0  | 1 | 1  | 5  | 8  | -3   | 4   |
| +004, | Corée du Sud | 3  | 0 | 0  | 3 | 0  | 4  | 10 | -6   | 0   |

- Qualifié pour le tour de préqualication olympique

- Meilleures joueuses[16],[17]
  - Meilleure gardienne de but : Hedvika Korbar (Slovénie)
  - Meilleur défenseur : Jessica de Graaf (Pays-Bas)
  - Meilleur attaquant : Karolina Późniewska (Pologne)
  - Meilleur pointeur : Mieneke de Jong (Pays-Bas), 8 points (3 buts et 5 aides)

## Tour de pré-qualifications

### Groupe E
Le Groupe E se déroule à Shanghai en Chine du 8 au 11 novembre 2012. Les rencontres ont lieu au S.U.S. Sport Complex.
Tous les horaires sont locaux (UTC+8).
| 8 novembre 2012 | France | 7-0 (1-0, 2-0, 4-0) | Grande-Bretagne | S.U.S. Sport Complex 147 spectateurs |

| Feuille de match | Feuille de match | Feuille de match                                   | Feuille de match | Feuille de match                 |
| ---------------- | --- | -------------------------------------------------- | ---------------- | -------------------------------- |
|                  | M. Allemoz (E. Passard) (SN) — 19 min 46 s S. Fohrer (L. Baudrit) — 20 min 22 s S. Fohrer (M. Allemoz) — 24 min 6 s M. Allemoz (B. Jouanny) (SN) — 41 min 28 s E. Passard (B. Jouanny) (SN) — 42 min 25 s D. Gicquel — 47 min 28 s L. Baudrit (G. Gendarme) (SN) — 56 min | 1-0 2-0 3-0 4-0 5-0 6-0 7-0                        |                  | Arbitrage : Ugajin Kyoko (Japon) |
| Caroline Baldin  | Gardiens | Nicole Jackson (20 min) Chelsea MacKenzie (40 min) |                  | Arbitrage : Ugajin Kyoko (Japon) |
| 12 min           | Pénalités | 14 min                                             |                  | Arbitrage : Ugajin Kyoko (Japon) |
| 54               | Tirs | 12                                                 |                  | Arbitrage : Ugajin Kyoko (Japon) |

| 8 novembre 2012 | Chine | 5-2 (1-0, 1-1, 3-1) | Pays-Bas | S.U.S. Sport Complex 779 spectateurs |

| Feuille de match | Feuille de match | Feuille de match            | Feuille de match                                  | Feuille de match                         |
| ---------------- | --- | --------------------------- | ------------------------------------------------- | ---------------------------------------- |
|                  | Kong M. (Jin F., Jiang N.) (SN) — 9 min 34 s Sun R. — 26 min 16 s Tang L. (Sun R.) — 42 min 55 s Yu B. (Qi X., Jin F.) (SN2) — 47 min 17 s Sun R. (SN) — 58 min 39 s | 1-0 2-0 2-1 3-1 3-2 4-2 5-2 | 30 min 43 s — M. de Jong 44 min 24 s — M. de Jong | Arbitrage : Geneviève Bordeleau (Canada) |
| Shi Yao          | Gardiens | Claudia van Leeuwen         |                                                   | Arbitrage : Geneviève Bordeleau (Canada) |
| 14 min           | Pénalités | 10 min                      |                                                   | Arbitrage : Geneviève Bordeleau (Canada) |
| 61               | Tirs | 13                          |                                                   | Arbitrage : Geneviève Bordeleau (Canada) |

| 9 novembre 2012 | France | 3-4 (1-0, 1-2, 1-1, 0-0, 0-1) | Pays-Bas | S.U.S. Sport Complex 137 spectateurs |

| Feuille de match | Feuille de match | Feuille de match                       | Feuille de match | Feuille de match                                                        |
| ---------------- | --- | -------------------------------------- | --- | ----------------------------------------------------------------------- |
|                  | L. Escudero (E.Passard, V. Bouetz Andrieu) SN - 19 min 45 s D. Gicquel (A. Cuasnet, A. Bouche) - 22 min 51 s L. Baudrit (S. Fohrer) - 53 min 28 s M. Allemoz - Raté E. Passard - Raté S. Fohrer - Raté | 1-0 2-0 2-1 2-2 3-2 3-3 Tir de barrage | 27 min 6 s - Z. Barbier 36 min 13 s -B. Van Nes (G. Barton) 58 min 51 s - M. De Jong Raté - J. Zwarthoed Raté - M. De Jong But - S. Wielenga | Arbitrage : Erin Blair (États-Unis) Ma Jinping (Chine) Hui Wang (Chine) |
| Caroline Baldin  | Gardiens | Claudia van Leeuwen                    | | Arbitrage : Erin Blair (États-Unis) Ma Jinping (Chine) Hui Wang (Chine) |
| 8 min            | Pénalités | 10 min                                 | | Arbitrage : Erin Blair (États-Unis) Ma Jinping (Chine) Hui Wang (Chine) |
| 66               | Tirs | 19                                     | | Arbitrage : Erin Blair (États-Unis) Ma Jinping (Chine) Hui Wang (Chine) |

| 9 novembre 2012 | Grande-Bretagne | 0-5 (0-2, 0-2, 0-1) | Chine | S.U.S. Sport Complex 363 spectateurs |

| Feuille de match  | Feuille de match | Feuille de match    | Feuille de match | Feuille de match                                                                        |
| ----------------- | ---------------- | ------------------- | --- | --------------------------------------------------------------------------------------- |
|                   |                  | 0-1 0-2 0-3 0-4 0-5 | 6 min 29 s - M. Kong (R. Sun) 14 min 19 s - R. Sun (X. QI) 26 min 11 s - L. Tang (R. Sun) SN 34 min 9 s - L. Tang (R. Sun, X. Qi) 46 min 3 s - M. Zhang | Arbitrage : Kyoko Ugajin (Japon) Michaela Frattarelli (États-Unis) Lacey Senuk (Canada) |
| Chelsea MacKenzie | Gardiens         | Yao Shi             | | Arbitrage : Kyoko Ugajin (Japon) Michaela Frattarelli (États-Unis) Lacey Senuk (Canada) |
| 10 min            | Pénalités        | 6 min               | | Arbitrage : Kyoko Ugajin (Japon) Michaela Frattarelli (États-Unis) Lacey Senuk (Canada) |
| 9                 | Tirs             | 43                  | | Arbitrage : Kyoko Ugajin (Japon) Michaela Frattarelli (États-Unis) Lacey Senuk (Canada) |

| 11 novembre 2012 | Pays-Bas | 1-2 (0-0, 1-0, 0-2) | Grande-Bretagne | S.U.S. Sport Complex 170 spectateurs |

| Feuille de match    | Feuille de match                        | Feuille de match | Feuille de match                                                            | Feuille de match                                                                       |
| ------------------- | --------------------------------------- | ---------------- | --------------------------------------------------------------------------- | -------------------------------------------------------------------------------------- |
|                     | M. De Jong (J. Zwarthoed) - 29 min 53 s | 1-0 1-1 1-2      | 45 min 47 s - L. Wilkinson (N. Davies, G. Farman) 55 min 54 s IN - K. Henry | Arbitrage : Erin Blair (États-Unis) Michaela Frattarelli (États-Unis) Hui Wang (Chine) |
| Claudia van Leeuwen | Gardiens                                | Nicole Jackson   |                                                                             | Arbitrage : Erin Blair (États-Unis) Michaela Frattarelli (États-Unis) Hui Wang (Chine) |
| 10 min              | Pénalités                               | 16 min           |                                                                             | Arbitrage : Erin Blair (États-Unis) Michaela Frattarelli (États-Unis) Hui Wang (Chine) |
| 33                  | Tirs                                    | 34               |                                                                             | Arbitrage : Erin Blair (États-Unis) Michaela Frattarelli (États-Unis) Hui Wang (Chine) |

| 11 novembre 2012 | Chine | 4-3 (0-3, 2-0, 1-0, 0-0, 1-0) | France | S.U.S. Sport Complex 467 spectateurs |

| Feuille de match                  | Feuille de match | Feuille de match                       | Feuille de match | Feuille de match                                                                   |
| --------------------------------- | --- | -------------------------------------- | --- | ---------------------------------------------------------------------------------- |
|                                   | F. Jin (X. Qi, R. Sun) - SN 20 min 46 s R. Sun (N. Jiang) - SN 21 min 35 s L. Tang (R. Sun) - 58 min 21 s C. Huo - Raté B. Yu - But R. Sun - But | 0-1 0-2 0-3 1-3 2-3 3-3 Tir de barrage | 3 min 22 s SN - E. Passard (G. Gendarme) 11 min 28 s SN - B. Jouanny (M. Allemoz) 15 min 2 s - M. Allemoz (S. Fohrer, L. Baudrit) Raté - M. Allemoz Raté - L. Escudero | Arbitrage : Geneviève Bordeleau (Canada) Chieko Inoue (Japon) Lacey Senuk (Canada) |
| Yao Shi Dandan Jia (à 15 min 2 s) | Gardiens | Caroline Baldin                        | | Arbitrage : Geneviève Bordeleau (Canada) Chieko Inoue (Japon) Lacey Senuk (Canada) |
| 6 min                             | Pénalités | 10 min                                 | | Arbitrage : Geneviève Bordeleau (Canada) Chieko Inoue (Japon) Lacey Senuk (Canada) |
| 40                                | Tirs | 26                                     | | Arbitrage : Geneviève Bordeleau (Canada) Chieko Inoue (Japon) Lacey Senuk (Canada) |

| Clt   | Équipe          | PJ | V | VP | D | DP | BP | BC | Diff | Pts |
| ----- | --------------- | -- | - | -- | - | -- | -- | -- | ---- | --- |
| +001, | Chine           | 3  | 2 | 1  | 0 | 0  | 14 | 5  | +9   | 8   |
| +002, | France          | 3  | 1 | 0  | 0 | 2  | 13 | 8  | +5   | 5   |
| +003, | Grande-Bretagne | 3  | 1 | 0  | 2 | 0  | 2  | 13 | -11  | 3   |
| +004, | Pays-Bas        | 3  | 0 | 1  | 2 | 0  | 7  | 10 | -3   | 2   |

- Qualifié pour le tour de qualification olympique

- Meilleures joueuses
  - Meilleure gardienne de but : Nicole Jackson (Grande-Bretagne)
  - Meilleur défenseur : Xueting QI (Chine)
  - Meilleur pointeur : Rui Sun (Chine), 10 points (4 buts et 6 aides)

### Groupe F
Le Groupe F se déroule à Valmiera en Lettonie du 8 au 11 novembre 2012. Les rencontres ont lieu au Vidzemes Olimpiskais centrs.
Tous les horaires sont locaux (UTC+2).
| 8 novembre 2012 | Autriche | 7-0 (1-0, 2-0, 4-0) | Italie | Vidzemes Olimpiskais centrs 89 spectateurs |

| Feuille de match                                                    | Feuille de match | Feuille de match                                      | Feuille de match | Feuille de match                      |
| ------------------------------------------------------------------- | --- | ----------------------------------------------------- | ---------------- | ------------------------------------- |
|                                                                     | J. Weber (D. Altmann, M. Brunner) (SN) — 19 min 24 s J. Weber (C. Wittich, T. Grascher) (SN) — 33 min 40 s A. Meixner (E.M. Verworner, T. Grascher) — 38 min 27 s D. Altmann (SN) — 40 min 13 s J. Willenshofer (E.M. Schwärzler) — 45 min 39 s E.M. Schwärler (V. Hummel, J. Willenshofer) — 49 min 18 s D. Altmann (M. Verworner) — 56 min 3 s | 1-0 2-0 3-0 4-0 5-0 6-0 7-0                           |                  | Arbitrage : Kaisa Keitonen (Finlande) |
| Paula Camilla Marchhart (49 min 18 s) Theresa Hornich (10 min 42 s) | Gardiens | Giulia Mazzocchi(45 min 39 s) Rita Flor (14 min 21 s) |                  | Arbitrage : Kaisa Keitonen (Finlande) |
| 8 min                                                               | Pénalités | 10 min                                                |                  | Arbitrage : Kaisa Keitonen (Finlande) |
| 36                                                                  | Tirs | 27                                                    |                  | Arbitrage : Kaisa Keitonen (Finlande) |

| 8 novembre 2012 | Lettonie | 1-4 (0-1, 0-2, 1-1) | Danemark | Vidzemes Olimpiskais centrs 368 spectateurs |

| Feuille de match | Feuille de match                        | Feuille de match     | Feuille de match | Feuille de match                           |
| ---------------- | --------------------------------------- | -------------------- | --- | ------------------------------------------ |
|                  | I. Pētersone (L. Hartmane) — 45 min 7 s | 0-1 0-2 0-3 1-3 1-4  | 2 min 52 s — S. Jacquet (J. Jakobsen) 24 min 27 s — A.S. Clausen 24 min 59 s — J. Gregersen (M. Frandsen) 53 min 4 s — N. Jensen (J. Jakobsen) | Arbitrage : Radka Růžičková (Rép. tchèque) |
| Evija Tētiņa     | Gardiens                                | Kamilla Lund Nielsen | | Arbitrage : Radka Růžičková (Rép. tchèque) |
| 4 min            | Pénalités                               | 6 min                | | Arbitrage : Radka Růžičková (Rép. tchèque) |
| 21               | Tirs                                    | 46                   | | Arbitrage : Radka Růžičková (Rép. tchèque) |

| 9 novembre 2012 | Autriche | 0-1 (0-0, 0-1, 0-0) | Danemark | Vidzemes Olimpiskais centrs 76 spectateurs |

| Feuille de match | Feuille de match | Feuille de match                                               | Feuille de match                      | Feuille de match                                                |
| ---------------- | ---------------- | -------------------------------------------------------------- | ------------------------------------- | --------------------------------------------------------------- |
|                  |                  | 0-1                                                            | 35 min 30 s - DN Henriette Ostergaard | Arbitrage : Katja Bandlofsky Marlen Vedvik Hansen Ilona Novotna |
| Paula Marchhart  | Gardiens         | Kamilla Lund Nielsen Amalie Joa (de 53 min 49 s à 54 min 25 s) |                                       | Arbitrage : Katja Bandlofsky Marlen Vedvik Hansen Ilona Novotna |
| 8 min            | Pénalités        | 12 min                                                         |                                       | Arbitrage : Katja Bandlofsky Marlen Vedvik Hansen Ilona Novotna |
| 31               | Tirs             | 21                                                             |                                       | Arbitrage : Katja Bandlofsky Marlen Vedvik Hansen Ilona Novotna |

| 9 novembre 2012 | Italie | 3-0 (1-0, 2-0, 0-0) | Lettonie | Vidzemes Olimpiskais centrs 89 spectateurs |

| Feuille de match | Feuille de match | Feuille de match | Feuille de match | Feuille de match                                       |
| ---------------- | --- | ---------------- | ---------------- | ------------------------------------------------------ |
|                  | Mia Campo Bagatin (Diana da Rugna, Hanna Elliscasis) - 17 min 20 s Beatrix Larger - 22 min 32 s Eleonora Dalpra (Carola Saletta, Valentina Bettarini) - 22 min 51 s | 1-0 2-0 3-0      |                  | Arbitrage : Kaisa Ketonen Kaire Leet Oksana Shestakova |
| Giulia Mazzocchi | Gardiens | Evija Tetina     |                  | Arbitrage : Kaisa Ketonen Kaire Leet Oksana Shestakova |
| 16 min           | Pénalités | 10 min           |                  | Arbitrage : Kaisa Ketonen Kaire Leet Oksana Shestakova |
| 28               | Tirs | 26               |                  | Arbitrage : Kaisa Ketonen Kaire Leet Oksana Shestakova |

| 11 novembre 2012 | Danemark | 3-1 (0-1, 3-0, 0-0) | Italie | Vidzemes Olimpiskais centrs 72 spectateurs |

| Feuille de match     | Feuille de match | Feuille de match | Feuille de match                | Feuille de match                                            |
| -------------------- | --- | ---------------- | ------------------------------- | ----------------------------------------------------------- |
|                      | Josefine Persson (Simone Jacquet) - 21 min 20 s Maria Olausson (Malene Frandsen) - 21 min 44 s Josefine Persson (Nicoline Jensen) - 33 min 24 s | 0-1 1-1 2-1 3-1  | 11 min 1 s - Agnese Tartaglione | Arbitrage : Radka Ruzickova Ilona Novotna Oksana Shestakova |
| Kamilla Lund Nielsen | Gardiens | Giulia Mazzocchi |                                 | Arbitrage : Radka Ruzickova Ilona Novotna Oksana Shestakova |
| 16 min               | Pénalités | 18 min           |                                 | Arbitrage : Radka Ruzickova Ilona Novotna Oksana Shestakova |
| 15                   | Tirs | 28               |                                 | Arbitrage : Radka Ruzickova Ilona Novotna Oksana Shestakova |

| 11 novembre 2012 | Lettonie | 2-3 (0-1, 1-2, 1-0) | Autriche | Vidzemes Olimpiskais centrs 173 spectateurs |

| Feuille de match | Feuille de match                                                                                            | Feuille de match    | Feuille de match | Feuille de match                                             |
| ---------------- | --- | ------------------- | --- | ------------------------------------------------------------ |
|                  | Iveta Koka (Inese Geca-Miljone) - 30 min 9 s Ieva Petersone (Iveta Koka, Ignese Geca-Miljone) - 48 min 33 s | 0-1 0-2 0-3 1-3 2-3 | 5 min 11 s - Denise Altmann (Sonja Ban, Tamara Grascher) 28 min 21 s AN - Denise Altmann (Esther Kantor) 28 min 53 s AN - Esther Kantor (Eva-Maria Verworner) | Arbitrage : Katja Bandlofsky Marlen Vedvik Hansen Kaire Leet |
| Evija Tetina     | Gardiens | Paula Marchhart     | | Arbitrage : Katja Bandlofsky Marlen Vedvik Hansen Kaire Leet |
| 22 min           | Pénalités                                                                                                   | 8 min               | | Arbitrage : Katja Bandlofsky Marlen Vedvik Hansen Kaire Leet |
| 18               | Tirs | 40                  | | Arbitrage : Katja Bandlofsky Marlen Vedvik Hansen Kaire Leet |

| Clt   | Équipe   | PJ | V | VP | D | DP | BP | BC | Diff | Pts |
| ----- | -------- | -- | - | -- | - | -- | -- | -- | ---- | --- |
| +001, | Danemark | 3  | 3 | 0  | 0 | 0  | 8  | 2  | +6   | 9   |
| +002, | Autriche | 3  | 2 | 0  | 0 | 1  | 10 | 3  | +7   | 6   |
| +003, | Italie   | 3  | 1 | 0  | 0 | 2  | 4  | 10 | -6   | 3   |
| +004, | Lettonie | 3  | 0 | 0  | 0 | 3  | 3  | 10 | -7   | 0   |

- Qualifié pour le tour de qualification olympique

## Qualifications olympiques

### Groupe C
À Poprad en Slovaquie du 7 au 10 février 2013
Tous les horaires sont locaux (UTC+2).
| 7 février 2013 | Norvège | 3-4 (1-0, 2-1, 0-3) | Japon | Poprad Arena 314 spectateurs |

| Feuille de match  | Feuille de match | Feuille de match            | Feuille de match | Feuille de match                                                |
| ----------------- | --- | --------------------------- | --- | --------------------------------------------------------------- |
|                   | Brigitte Lersbryggen (M. Hansen) (Sup) - 18 min 16 s Line Bialik — 22 min 20 s Ingvild Farstad (L. Bialik, 10) — 28 min 30 s | 1-0 2-0 3-0 3-1 3-2 3-3 3-4 | 32 min 12 s (Sup) - Kanae Aoki (C. Osawa, M. Shishiuchi) 49 min 17 s - Chiho Osawa 50 min 59 s - Ami Nakamura (H. Kubo, S. Koike) 57 min 13 s - Tomoko Sakagami (T. Yamane) | Arbitrage : Nicole Hertrich Katarina Janikova Michaela Kudelova |
| Christine Smestad | Gardiens | Azusa Nakaoku               | | Arbitrage : Nicole Hertrich Katarina Janikova Michaela Kudelova |
| 10 min            | Pénalités | 12 min                      | | Arbitrage : Nicole Hertrich Katarina Janikova Michaela Kudelova |
| 28                | Tirs | 35                          | | Arbitrage : Nicole Hertrich Katarina Janikova Michaela Kudelova |

| 7 février 2013 | Slovaquie | 1-2 (1-2, 0-0, 0-0) | Danemark | Poprad Arena 981 spectateurs |

| Feuille de match | Feuille de match                          | Feuille de match     | Feuille de match                                                                              | Feuille de match                                         |
| ---------------- | ----------------------------------------- | -------------------- | --------------------------------------------------------------------------------------------- | -------------------------------------------------------- |
|                  | Janka Culikova (M. Velikova) - 0 min 53 s | 1-0 1-1 1-2          | 3 min 35 s - Josefine Persson (N. Jensen) 11 min 56 s (Sup) - Charlotte Densing (J. Jakobsen) | Arbitrage : Dina Allen Olga Steinberg Johanna Tauriainen |
| Zuzana Tomčíková | Gardiens                                  | Kamilla Lund Nielsen |                                                                                               | Arbitrage : Dina Allen Olga Steinberg Johanna Tauriainen |
| 14 min           | Pénalités                                 | 8 min                |                                                                                               | Arbitrage : Dina Allen Olga Steinberg Johanna Tauriainen |
| 21               | Tirs                                      | 39                   |                                                                                               | Arbitrage : Dina Allen Olga Steinberg Johanna Tauriainen |

| 8 février 2013 | Norvège | 1-2 (TB) (0-0, 1-0, 0-1, 0-0, 0-1) | Danemark | Poprad Arena 367 spectateurs |

| Feuille de match | Feuille de match | Feuille de match       | Feuille de match | Feuille de match                                          |
| ---------------- | --- | ---------------------- | --- | --------------------------------------------------------- |
|                  | Ingrid Morset (L. Biakik, A. Dalen) - 33 min 35 s Andrea Dalen - Raté Line Bialik - Raté Brigitte Lersbryggen - Raté | 1-0 1-1 Tir de barrage | 44 min 41 s - Emma Russell (J. Jakobsen, H. Ostergaard) Raté - Josefine Jakobsen But - Julie Gregersen Raté - Emma Russell | Arbitrage : Paivi Laurla Katarina Janikova Olga Steinberg |
| Jorid Dagfinrud  | Gardiens | Kamilla Lund Nielsen   | | Arbitrage : Paivi Laurla Katarina Janikova Olga Steinberg |
| 6 min            | Pénalités | 8 min                  | | Arbitrage : Paivi Laurla Katarina Janikova Olga Steinberg |
| 42               | Tirs | 20                     | | Arbitrage : Paivi Laurla Katarina Janikova Olga Steinberg |

| 8 février 2013 | Japon | 0-1 (TB) (0-0, 0-0, 0-0, 0-0, 0-1) | Slovaquie | Poprad Arena 1 183 spectateurs |

| Feuille de match | Feuille de match                                                             | Feuille de match   | Feuille de match                                                                          | Feuille de match                                         |
| ---------------- | ---------------------------------------------------------------------------- | ------------------ | ----------------------------------------------------------------------------------------- | -------------------------------------------------------- |
|                  | Chiho Osawa - Raté Rui Ukita - Raté Hanae Kubo - Raté Tomoko Sakagami - Raté | 0-0 Tir de barrage | Raté - Martina Velickova Raté - Jana Kapustova Raté - Janka Culikova But - Jana Kapustova | Arbitrage : Diana Allen Karolin Strom Johanna Tauriainen |
| Azusa Nakaoku    | Gardiens                                                                     | Zuzana Tomčíková   |                                                                                           | Arbitrage : Diana Allen Karolin Strom Johanna Tauriainen |
| 8 min            | Pénalités                                                                    | 6 min              |                                                                                           | Arbitrage : Diana Allen Karolin Strom Johanna Tauriainen |
| 62               | Tirs                                                                         | 16                 |                                                                                           | Arbitrage : Diana Allen Karolin Strom Johanna Tauriainen |

| 10 février 2013 | Danemark | 0-5 (0-2, 0-2, 0-1) | Japon | Poprad Arena 315 spectateurs |

| Feuille de match     | Feuille de match | Feuille de match    | Feuille de match | Feuille de match                                                 |
| -------------------- | ---------------- | ------------------- | --- | ---------------------------------------------------------------- |
|                      |                  | 0-1 0-2 0-3 0-4 0-5 | 9 min 7 s (Sup) - Miho Shishiuchi (Y. Hirano, K. Aoki) 18 min 36 s - Hanae Kubo (Y. Hirano) 27 min 22 s - Yuka Hirano (H. Kubo, A. Nakamura) 39 min 57 s - Hanae Kubo (T. Sakagami, Y. Hirano) 50 min 53 s (Sup) - Shiori Koike (H. Kubo, T. Sakagami) | Arbitrage : Nicole Hertrich Michaela Kudelova Johanna Tauriainen |
| Kamilla Lund Nielsen | Gardiens         | Azusa Nakaoku       | | Arbitrage : Nicole Hertrich Michaela Kudelova Johanna Tauriainen |
| 8 min                | Pénalités        | 8 min               | | Arbitrage : Nicole Hertrich Michaela Kudelova Johanna Tauriainen |
| 20                   | Tirs             | 34                  | | Arbitrage : Nicole Hertrich Michaela Kudelova Johanna Tauriainen |

| 10 février 2013 | Slovaquie | 3-5 (0-3, 3-1, 0-1) | Norvège | Poprad Arena 943 spectateurs |

| Feuille de match | Feuille de match | Feuille de match                | Feuille de match | Feuille de match                                      |
| ---------------- | --- | ------------------------------- | --- | ----------------------------------------------------- |
|                  | Jana Kapustova (D. Lalikova) - 21 min 38 s Janka Culikova (J. Kapustova) - 23 min 32 s Jana Kapustova - (Dés) 29 min 4 s | 0-1 0-2 0-3 1-3 2-3 3-3 3-4 3-5 | 9 min 41 s - Hege Ask (H. Sletbak, M. Henriksen) 11 min 43 s - Henriette Sletbak (S. Holos, M. Carlsson) 17 min 34 s - Andrea Dalen (S. Holos) 32 min 53 s (Sup) - Helene Martinsen (H. Ask) 49 min 7 s (Sup) - Line Bialik (A. Dalen, S. Holos) | Arbitrage : Paivi Laurla Olga Steinberg Karolin Strom |
| Zuzana Tomčíková | Gardiens | Jorid Dagfinrud                 | | Arbitrage : Paivi Laurla Olga Steinberg Karolin Strom |
| 6 min            | Pénalités | 12 min                          | | Arbitrage : Paivi Laurla Olga Steinberg Karolin Strom |
| 23               | Tirs | 47                              | | Arbitrage : Paivi Laurla Olga Steinberg Karolin Strom |

| Clt   | Équipe    | PJ | V | VP | D | DP | BP | BC | Diff | Pts |
| ----- | --------- | -- | - | -- | - | -- | -- | -- | ---- | --- |
| +001, | Japon     | 3  | 2 | 0  | 1 | 0  | 9  | 4  | +5   | 7   |
| +002, | Danemark  | 3  | 1 | 1  | 0 | 1  | 4  | 7  | -3   | 5   |
| +003, | Norvège   | 3  | 1 | 0  | 1 | 1  | 9  | 9  | 0    | 4   |
| +004, | Slovaquie | 3  | 0 | 1  | 0 | 2  | 5  | 7  | -2   | 2   |

- Qualifié pour les Jeux Olympiques de Sochi

### Groupe D
À Weiden en Allemagne du 7 au 10 février 2013.
Tous les horaires sont locaux (UTC+2).
| 7 février 2013 | Kazakhstan | 1-5 (0-3, 1-1, 0-1) | République tchèque | Weiden Arena 300 spectateurs |

| Feuille de match | Feuille de match               | Feuille de match        | Feuille de match | Feuille de match                                               |
| ---------------- | ------------------------------ | ----------------------- | --- | -------------------------------------------------------------- |
|                  | Tatyana Koroleva - 36 min 27 s | 0-1 0-2 0-3 1-3 1-4 1-5 | 3 min 23 s - Katerina Mrazova (P. Herzigova, K. Chmelova) 7 min 38 s (Sup) - Aneta Ledlova (K. Chmelova) 9 min 3 s (Dés) - Klara Chmelova (L. Manhartova) 38 min 41 s - Denisa Krizova 45 min 30 s - Alena Polenska (P. Herzigova, P. Horalkova) | Arbitrage : Marie Picavet Jenni Heikkinen Nathalie Mauelshagen |
| Daria Obydennova | Gardiens                       | Radka Lhotska           | | Arbitrage : Marie Picavet Jenni Heikkinen Nathalie Mauelshagen |
| 6 min            | Pénalités                      | 6 min                   | | Arbitrage : Marie Picavet Jenni Heikkinen Nathalie Mauelshagen |
| 16               | Tirs                           | 45                      | | Arbitrage : Marie Picavet Jenni Heikkinen Nathalie Mauelshagen |

| 7 février 2013 | Allemagne | 3-1 (1-0, 0-1, 2-0) | Chine | Weiden Arena 485 spectateurs |

| Feuille de match | Feuille de match | Feuille de match                   | Feuille de match                               | Feuille de match                                       |
| ---------------- | --- | ---------------------------------- | ---------------------------------------------- | ------------------------------------------------------ |
|                  | Julia Zorn (F. Busch, A. Lanzl) - (Sup) 10 min 52 s tanja Eisenschmid (M. Anwander) - 48 min 41 s Julia Zorn (A. Lanzl, F. Busch) - 56 min 14 s | 1-0 1-1 2-1 3-1                    | 30 min 24 s (Sup) - Rui Sun (F. Jin, B. Zhang) | Arbitrage : Joy Tottman Alicia Hanrahan Senovwa Mollen |
| Vionna Harrer    | Gardiens | Yao Shi Dandan Jia (à 48 min 41 s) |                                                | Arbitrage : Joy Tottman Alicia Hanrahan Senovwa Mollen |
| 12 min           | Pénalités | 8 min                              |                                                | Arbitrage : Joy Tottman Alicia Hanrahan Senovwa Mollen |
| 33               | Tirs | 19                                 |                                                | Arbitrage : Joy Tottman Alicia Hanrahan Senovwa Mollen |

| 8 février 2013 | Kazakhstan | 1-2 (0-0, 1-2, 0-0) | Chine | Weiden Arena 215 spectateurs |

| Feuille de match | Feuille de match                                       | Feuille de match | Feuille de match                                                        | Feuille de match                                              |
| ---------------- | ------------------------------------------------------ | ---------------- | ----------------------------------------------------------------------- | ------------------------------------------------------------- |
|                  | Galina Shu (L. Ibragymova, Z. Tukhtieva) - 30 min 48 s | 0-1 0-2 1-2      | 20 min 42 s - Ben Zhang (M. Zhang, M. Kong) 24 min 23 s (Dés) - Rui Sun | Arbitrage : Aina Hove Nathalie Mauelshagen Svenja Strohmenger |
| Daria Obydennova | Gardiens                                               | Dandan Jia       |                                                                         | Arbitrage : Aina Hove Nathalie Mauelshagen Svenja Strohmenger |
| 10 min           | Pénalités                                              | 4 min            |                                                                         | Arbitrage : Aina Hove Nathalie Mauelshagen Svenja Strohmenger |
| 23               | Tirs                                                   | 20               |                                                                         | Arbitrage : Aina Hove Nathalie Mauelshagen Svenja Strohmenger |

| 8 février 2013 | République tchèque | 1-3 (1-1, 0-2, 0-0) | Allemagne | Weiden Arena 1 014 spectateurs |

| Feuille de match | Feuille de match                                 | Feuille de match | Feuille de match | Feuille de match                                         |
| ---------------- | ------------------------------------------------ | ---------------- | --- | -------------------------------------------------------- |
|                  | Aneta Ledlova (L. Manhartova) - 7 min 51 s (Sup) | 0-1 1-1 1-2 1-3  | 5 min 46 s - Monika Bittner (M. Anwander, B. Evers) 27 min 51 s (Sup) - Susann Gotz (S. Fellner) 29 min 20 s (Sup) - Manuela Anwander (M. Bittner) | Arbitrage : Marie Picavet Jenni Heikkinen Senovwa Mollen |
| Radka Lhotska    | Gardiens                                         | Viona Harrer     | | Arbitrage : Marie Picavet Jenni Heikkinen Senovwa Mollen |
| 12 min           | Pénalités                                        | 8 min            | | Arbitrage : Marie Picavet Jenni Heikkinen Senovwa Mollen |
| 25               | Tirs                                             | 23               | | Arbitrage : Marie Picavet Jenni Heikkinen Senovwa Mollen |

| 10 février 2013 | Chine | 2-3 (TB) (0-1, 0-0, 2-1, 0-0, 0-1) | République tchèque | Weiden Arena 175 spectateurs |

| Feuille de match | Feuille de match | Feuille de match               | Feuille de match | Feuille de match                                          |
| ---------------- | --- | ------------------------------ | --- | --------------------------------------------------------- |
|                  | Xin Fang - 50 min 13 s Fengling Jin (X. Fang) - 55 min 53 s Baiwei Yu - Raté Rui Sun - But Xueting QI - Raté Rui Sun - Raté | 0-1 0-2 1-2 2-2 Tir de barrage | 6 min 30 s - Aneta Ledlova (L. Manhartova, K. Chmelova) 43 min 22 s - Simona Studentova (D. Krizova) But - Petra Herzigova Raté - Katerina Mrazova Raté - Sonja Novakova But - Klara Chmelova | Arbitrage : Joy Tottman Senovwa Mollen Svenja Strohmenger |
| Dandan Jia       | Gardiens | Radka Lhotska                  | | Arbitrage : Joy Tottman Senovwa Mollen Svenja Strohmenger |
| 8 min            | Pénalités | 12 min                         | | Arbitrage : Joy Tottman Senovwa Mollen Svenja Strohmenger |
| 13               | Tirs | 42                             | | Arbitrage : Joy Tottman Senovwa Mollen Svenja Strohmenger |

| 10 février 2013 | Allemagne | 5-0 (1-0, 2-0, 2-0) | Kazakhstan | Weiden Arena 750 spectateurs |

| Feuille de match                               | Feuille de match | Feuille de match    | Feuille de match | Feuille de match                                      |
| ---------------------------------------------- | --- | ------------------- | ---------------- | ----------------------------------------------------- |
|                                                | Nina Kamenik (R. Richter) - 6 min 50 s Nina Kamenik (L. Schuster) - 20 min 50 s Sophie Kratzer (S. Fellner, S. Gotz) - (Sup2) 33 min 48 s Andrea Lanzl (F. Busch, S. Gotz) - 52 min 21 s Andrea Lanzl (M. Bittner) - (Sup) 58 min 25 s | 1-0 2-0 3-0 4-0 5-0 |                  | Arbitrage : Aina Hove Alicia Hanrahan Jenni Heikkinen |
| Jennifer harss Ivonne Schroder (à 35 min 53 s) | Gardiens | Daria Obydennova    |                  | Arbitrage : Aina Hove Alicia Hanrahan Jenni Heikkinen |
| 0 min                                          | Pénalités | 10 min              |                  | Arbitrage : Aina Hove Alicia Hanrahan Jenni Heikkinen |
| 50                                             | Tirs | 10                  |                  | Arbitrage : Aina Hove Alicia Hanrahan Jenni Heikkinen |

| Clt   | Équipe     | PJ | V | VP | D | DP | BP | BC | Diff | Pts |
| ----- | ---------- | -- | - | -- | - | -- | -- | -- | ---- | --- |
| +001, | Allemagne  | 3  | 3 | 0  | 0 | 0  | 11 | 2  | +9   | 9   |
| +002, | Tchéquie   | 3  | 1 | 1  | 0 | 1  | 9  | 6  | +3   | 5   |
| +003, | Chine      | 3  | 1 | 0  | 1 | 1  | 5  | 7  | -2   | 4   |
| +004, | Kazakhstan | 3  | 0 | 0  | 0 | 3  | 2  | 12 | -10  | 0   |

- Qualifié pour les Jeux Olympiques de Sochi